# Rise of the Ogre
Rise of the Ogre is een autobiografie van de fictionele band Gorillaz. Het boek werd uitgebracht op 26 oktober 2006 en behandelt het verhaal van de vier virtuele bandleden 2D, Noodle, Murdoc Niccals en Russel Hobbs. Rise of the Ogre is samengesteld door Cass Browne en Jamie Hewlett. De illustraties werden verzorgd door Hewlett en zijn bedrijf Zombie Flesh Eaters.
Delen van Rise of the Ogre zijn ook via iTunes uitgebracht als audioboek. Stukken uit het boek werden voorgelezen en gecombineerd met muziek en andere geluidseffecten van Gorillaz.
Damon Albarn · Jamie Hewlett